# Vernonia ibityensis
Vernonia ibityensis là một loài thực vật có hoa trong họ Cúc. Loài này được Humbert miêu tả khoa học đầu tiên.